# Mîkilske (Bîtîțea), Sumî
Mîkilske (în ucraineană Микільське) este un sat în comuna Bîtîțea din raionul Sumî, regiunea Sumî, Ucraina.

## Demografie
Componența lingvistică a localității Mîkilske
     Ucraineană (100%)
Conform recensământului din 2001, toată populația localității Mîkilske era vorbitoare de ucraineană (100%).